# Castilleja victoriae
Castilleja victoriae là loài thực vật có hoa thuộc họ Cỏ chổi. Loài này được Fairbarns & J.M.Egger mô tả khoa học đầu tiên năm 2007.